# Sindrome di Wolfram
La sindrome di Wolfram, chiamata anche DIDMOAD (acronimo inglese per diabete insipido, diabete mellito, atrofia ottica e sordità), è una malattia genetica rara, che causa diabete mellito, atrofia ottica, sordità e altri disturbi che variano da soggetto a soggetto.
La sindrome è stata descritta per la prima volta su quattro fratelli nel 1938 da Don J.Wolfram. Essa colpisce il sistema nervoso centrale (in particolare il tronco cerebrale).

## Le cause
Inizialmente si è pensato, a causa dei suoi sintomi e le diverse segnalazioni di mutazioni, che la sindrome fosse una disfunzione mitocondriale. Tuttavia, è stato accertato che la sindrome Wolfram è causata da una disfunzione del reticolo endoplasmatico.
Sono state descritte due forme genetiche: la sindrome di Wolfram 1 (WFS1), e la sindrome di Wolfram 2 (WFS2)

## WFS1
Il WFS1 o gene wolframin fornisce istruzioni per attivare la proteina wolframin. Il gene WFS1 è attivo nelle cellule di tutto il corpo, con una forte attività nel cuore, cervello, polmoni, orecchio interno e pancreas. Il pancreas fornisce enzimi che aiutano a digerire il cibo, e produce anche l'ormone dell'insulina. L'insulina controlla la quantità di glucosio (un tipo di zucchero) ed è passato dal sangue alle cellule per la conversione in energia.
All'interno delle cellule, la proteina wolframin si trova in una struttura chiamata reticolo endoplasmatico. Tra le sue numerose attività, il reticolo endoplasmatico modifica la formazione di nuove proteine in modo da avere la giusta forma a 3 dimensioni.
Il reticolo endoplasmatico aiuta anche ad indirizzare le proteine di trasporto, invia grassi e altri materiali a siti specifici all'interno della cellula o alla superficie delle cellule. La funzione di wolframin è sconosciuta. Sulla base della sua posizione nel reticolo endoplasmatico, tuttavia, può giocare un ruolo nel ripiegamento delle proteine o sul trasporto cellulare. Nel pancreas, wolframin può aiutare a piegare un precursore della proteina dell'insulina (chiamato proinsulina) nel ormone maturo che controlla i livelli di glucosio nel sangue. I risultati della ricerca suggeriscono che wolframin può contribuire a mantenere il livello cellulare corretto di atomi di calcio carichi (ioni di calcio) controllando quanto viene memorizzato nel reticolo endoplasmatico. Nell'orecchio interno, wolframin può contribuire a mantenere adeguati livelli di ioni di calcio o di altre particelle cariche che sono essenziali per l'udito.
Più di 30 mutazioni WFS1 sono state identificate in individui con una forma di sordità non sindromica (perdita di udito senza segni e sintomi correlati che interessano altre parti del corpo) chiamato DFNA6. Gli individui con DFNA6 non possono sentire i toni bassi (suoni a bassa frequenza), come una tuba o la "m" di "Moon". La perdita dell'udito DFNA6 è diversa dalla maggior parte delle forme di sordità non sindromica che colpiscono i toni alti (suoni ad alta frequenza), come il cinguettio degli uccelli. La maggior parte delle mutazioni WFS1 sostituiscono uno degli elementi costitutivi delle proteine (aminoacidi). La mutazione WSF1 probabilmente altera la forma tridimensionale di wolframin, e così influenza la sua funzione. Poiché la funzione di wolframin è sconosciuta, tuttavia, non è chiaro come la mutazione WFS1 possa causare la perdita dell'udito. Alcuni ricercatori suggeriscono che la proteina wolframin alterata disturbi l'equilibrio di particelle cariche nell'orecchio interno, che interferisce con il processo di auscultazione.
Altri disturbi causati da mutazioni nel gene WFS1
La mutazione nel gene WFS1 causa la sindrome di Wolfram, che è anche conosciuta con l'acronimo DIDMOAD. Questa sindrome è caratterizzata da diabete mellito ad esordio infantile (DM), che deriva dal controllo improprio del glucosio a causa della mancanza di insulina; una graduale perdita della vista causata da atrofia ottica (OA), e sordità (D). Questa sindrome può talvolta provocare diabete insipido (DI), una condizione in cui i reni non possono conservare l'acqua. Inoltre possono verificarsi anche altre complicazioni che colpiscono il sistema nervoso e della vescica.
I ricercatori hanno identificato più di 100 mutazioni WFS1 che causano la sindrome di Wolfram. Alcune mutazioni cancellano o modificano il DNA del gene WFS1. Come risultato, poca o nessuna proteina wolframin è presente nelle cellule. Altre mutazioni sostituiscono uno degli elementi costitutivi delle proteine (aminoacidi). Queste mutazioni sembrano ridurre drasticamente l'attività della proteina wolframin. I ricercatori suggeriscono che la perdita di wolframin interrompe la produzione di insulina, che porta ad uno scarso controllo del glucosio e diabete mellito. Non è chiaro come la mutazione WFS1 causi gli altri sintomi della sindrome di Wolfram.

## WFS2
La disfunzione del gene CISD2 può causare WFS2.

## Trattamento
Non vi è alcun trattamento diretto noto. Gli sforzi attuali si concentrano sulla gestione delle complicanze della sindrome di Wolfram, come il diabete mellito e diabete insipido.
Nel 2016 Fumihiko Urano ha sviluppato una proteina che rallenta il progredire della malattia.

## Prognosi
Il primo sintomo è in genere il diabete mellito, che viene di solito diagnosticato intorno all'età di 6 anni. Il sintomo successivo è solitamente la comparsa dell'atrofia ottica intorno all'età di 11 anni. I primi segni di questo sintomo sono la perdita della visione dei colori e della visione periferica. La condizione peggiora nel corso del tempo e le persone con atrofia ottica perdono completamente la vista entro 8 anni dei primi sintomi. L'aspettativa di vita delle persone affette da questa sindrome è di circa 30 anni.
Tuttavia è da segnalare che essendo una malattia genetica i sintomi e le tempistiche variano da persona a persona.
Sono state segnalati diversi casi di pazienti colpiti dalla sindrome di Wolfram in età avanzata in cui solo alcuni dei sintomi si sono manifestati.